# Richard III de Normandie
Pour les articles homonymes, voir Richard de Normandie et Richard III.
Richard III de Normandie (v. 1008-1027) a été duc de Normandie du 23 août 1026 au 6 août 1027. Il est le fils aîné du duc Richard II l'Irascible et de Judith de Bretagne.

## Biographie
Durant le règne de Richard II, il est associé au pouvoir. En 1026, son père l'envoie combattre Hugues, évêque d'Auxerre et comte de Chalon-sur-Saône, qui retient prisonnier le gendre du duc, Renaud, comte de Bourgogne. Richard assiège et incendie le château de Mélinande alors qu'il se dirige vers Chalon. Hugues se soumet et relâche Renaud.
Il succède à Richard II, mort en août 1026. En raison de sa brièveté (un an), son principat est peu connu. On sait toutefois, grâce à Guillaume de Jumièges, qu'il doit affronter la révolte de son frère cadet, Robert, fait comte d'Hiémois. Assiégé par l'armée ducale à Falaise, celui-ci se soumet et rend l'hommage vassalique. Il conserve le comté d'Hiémois.
En 1027, Richard III épouse Adèle, fille du roi de France Robert le Pieux, confirmant l'alliance avec la dynastie capétienne. Il donne alors en douaire à cette dernière différentes seigneuries : les châteaux de Cherbourg (Carusburc), du Homme (Holmus), de Brix (Bruotum ou Brucium) et leurs dépendances, la cité de Coutances, Les ports de la Hague, Omonville, Barfleur, les cours de Ver, de Cérences, d'Agon, de Valognes. Cette union ne donne pas de descendance.
Le duc meurt mystérieusement le 6 août 1027, alors qu'il a autour de vingt ans. Guillaume de Jumièges révèle que le poison fut la raison de cette mort précoce. Robert de Torigni, qui écrit presque cent ans plus tard, vers 1125, présente le frère du duc, Robert, comme l'empoisonneur. Robert est l'homme qui tire le plus grand avantage de la disparition de son aîné, puisqu'il devient en conséquence duc de Normandie.
Il fut inhumé dans l'abbatiale Saint-Ouen de Rouen.

## Famille et descendance
Richard III de Normandie épouse à Plestin en Bretagne en janvier 1027 Adèle de France, fille de Robert II le Pieux et de Constance d'Arles. Leur enfant est :
Alix de Normandie (née en 1027).
Enfants : il en eut au moins trois, nés d'une « frilla » (concubine à la manière danoise) :
- Nicolas (1027/1028-1092), 4e abbé de Saint-Ouen de Rouen (1042-1092) ;
- Papie ;
- Adelise.